# Arabia petraea

Det romerska imperiet omkring 120 med Arabia petraea rödmarkerat

Arabia petraea, petreiska Arabien, var ett äldre namn för norra delen av Sinaihalvön med angränsande del av nordvästra Arabiska halvön, området norrut in i nuvarande södra Syrien samt nuvarande Jordanien. Området uppkallades efter huvudstaden Petra. Arabia petraea erövrades av romarna och blev en romersk provins. Romarna delade in arabvärlden i Arabia deserta, Arabia felix och Arabia petraea.
Nabatéernas kungadöme som härskade över regionen sedan flera århundraden, införlivades med romarriket som en provins genom kejsar Trajanus år 106.